# Friedrich Cauer (Bildhauer)
Friedrich „Fritz“ Cauer (* 20. Januar 1874 in Kreuznach, Rheinprovinz; † 8. März 1945 in Kassel) war ein deutscher Bildhauer und Maler.

## Leben
Friedrich Cauer, Spross der Künstlerfamilie Cauer, war der Sohn des Bildhauers Robert Cauer des Älteren. Bis 1901 studierte er an den Kunstakademien von Kassel, München (ab 1893), Karlsruhe und Stuttgart vorwiegend Malerei. Später wandte er sich der Plastik zu. Er ließ sich in Düsseldorf-Oberkassel nieder und beteiligte sich dort an Ausstellungen. 1904 war er auf der Großen Berliner Kunstausstellung vertreten. Er heiratete Louise Scheffer (1875–1945) und starb mit ihr beim Bombenangriff auf Kassel vom 8. März 1945.

## Werk (Auswahl)
- Reifenspielerin
- Sackträger
- Trauernder Jüngling
- Junges Mädchen
- Porträt-Halbfigur Heinrich Reifferscheid